# Kiotina collaris
Kiotina collaris és una espècie d'insecte plecòpter pertanyent a la família dels pèrlids.

## Descripció
- Els adults són de color marró fosc a negre amb els ocels petits i àmpliament espaiats, el cap gairebé completament negre, el pronot negre (llevat d'una franja pàl·lida al llarg dels marges laterals), les potes de color marró fosc i les ales negres tret d'una franja pàl·lida.
- Les ales anteriors del mascle fan 15 mm de llargària.
- La femella presenta la placa subgenital amb marges laterals relativament paral·lels i les ales anteriors li fan 17 mm de llargada.
- L'ou fa 0,35 mm de longitud i 0,28 d'amplada.
- La larva fa 18,5 mm de llargària total, és de color groc-marró sense un patró distintiu, té el filaments de les brànquies llargs i prims i posseeix una mandíbula amb cinc dents.[5]

## Hàbitat
En el seu estadi immadur és aquàtic i viu a l'aigua dolça, mentre que com a adult és terrestre i volador.

## Distribució geogràfica
Es troba a Àsia: Taiwan.